# Marignac, Haute-Garonne
 Marignac  là một xã thuộc tỉnh Haute-Garonne trong vùng Occitanie tây nam nước Pháp. Xã này nằm ở khu vực có độ cao trung bình 510 mét trên mực nước biển.